# Леди за чайным столом
«Леди за чайным столом» (англ. Lady at the Tea Table) — картина американской художницы Мэри Кэссетт, написанная в период c 1883 по 1885 год. В настоящее время картина находится в собрании Метрополитен-музея в Нью-Йорке.
На картине изображена Мэри Дикинсон Риддл, двоюродная сестра матери художницы, сидящая за столом с чайным сервизом. Сервиз был подарен семье Кэссетт дочерью Мэри Дикинсон Риддл. Сам чайный сервиз создан из позолоченного сине-белого китайского фарфора из Кантона. В XIX веке кантонский фарфор массово экспортировался в западные страны. Портрет же должен был стать подарком от Кэссетт семейству Риддл, однако дочери Мэри Дикинсон Риддл не понравилась картина, поскольку она посчитала, что на ней у её матери очень большой нос. Тогда картина была передана в Метрополитен-музей самой художницей в 1923 году по настоянию Луизины Хэвемайер.
В конце XIX века, Мэри Кэссетт уехала в Париж, чтобы продолжить обучаться живописи. Она училась у Шарля Шаплена, также в то время влияние на её творчество оказала дружба с Эдгаром Дега. По его инициативе художница отправила свои работы на выставку вместе с другими импрессионистами в 1879 году и получила признание за изображение «женских» сюжетов — женщин за чаепитием и вязанием крючком. Картина демонстрирует в себе уникальные черты стиля Мэри Кэссетт; акценты в работе расставлены на чётко очерченном силуэте женщины, чайном сервизе и ювелирных украшениях. Более нежные оттенки синего цвета, используемые для изображения фона, привлекают внимание к глубокому синему цвету фарфора и глаз Мэри Дикинсон Риддл. Относительная простота изображения также перекликается с элементами восточного искусства, которое повлияло на творчество Кэссет.